# Etapa Provincial de Camaná 2014
La Etapa Provincial de Camaná 2014 fue la edición número 48 de la competición futbolística Camaneña a nivel Provincial. Se disputó desde el 1 de junio. 
El torneo otorga al cuadro campeón y subcampeón cupos para Copa Perú en su etapa Departamental. 

## Participantes
Los participantes son los dos mejores equipos(Campeón y subcampeón respectivamente) de cada una de los cuatro distritos que poseen ligas distritales en la Provincia de Camaná. 
| Distrito           | Club                | Condición            | Estadio                   |
| ------------------ | ------------------- | -------------------- | ------------------------- |
| Camaná             | Sport José Granda   | Campeón Distrital    | 9 de Noviembre            |
| Camaná             | Deportivo Estrella  | Subcampeón Distrital | 9 de Noviembre            |
| Samuel Pastor      | Unión Huarangal     | Campeón Distrital    | Municipal de Camaná       |
| Samuel Pastor      | Deportivo Esperanza | Subcampeón Distrital | Municipal de Camaná       |
| Ocoña              | San Martín          | Campeón Distrital    | Municipal de Ocoña        |
| Ocoña              | Pesca Perú          | Subcampeón Distrital | Municipal de Ocoña        |
| Nicolás de Piérola | Santísima Cruz      | Campeón Distrital    | Municipal de San Gregorio |

## Primera fase
Consta de una rueda de todos contra todos; la localía se definirá por sorteo; los cuatro primeros irán al cuadrangular final.
| Equipo              | PJ | PG | PE | PP | GF | GC | DG  | Pts |
| ------------------- | -- | -- | -- | -- | -- | -- | --- | --- |
| Sport José Granda   | 6  | 5  | 0  | 1  | 24 | 6  | +18 | 15  |
| Deportivo Estrella  | 6  | 3  | 2  | 1  | 14 | 6  | +8  | 11  |
| Unión Huarangal     | 5  | 3  | 2  | 0  | 8  | 3  | +5  | 11  |
| Deportivo Esperanza | 6  | 2  | 2  | 2  | 15 | 12 | +3  | 8   |
| San Martín          | 5  | 2  | 2  | 1  | 7  | 3  | +4  | 8   |
| Pesca Perú          | 5  | 1  | 0  | 5  | 7  | 18 | -11 | 3   |
| Santísima Cruz      | 6  | 0  | 0  | 6  | 1  | 28 | -27 | 0   |

| Primera Fase        | Primera Fase  | Primera Fase        | Primera Fase                    | Primera Fase       | Primera Fase  | Primera Fase  | Primera Fase  | Primera Fase  | Primera Fase  | Primera Fase  | Primera Fase  |               |               |               |               |               |               |               |               |               |               |               |               |               |               |               |               |               |               |               |               |               |               |               |               |               |               |               |               |
| Local               | Resultado     | Visitante           | Estadio                         | Distrito           | Fecha         | Hora          |               |               |               |               |               |               |               |               |               |               |               |               |               |               |               |               |               |               |               |               |               |               |               |               |               |               |               |               |               |               |               |               |               |
| Primera Fecha       | Primera Fecha | Primera Fecha       | Primera Fecha                   | Primera Fecha      | Primera Fecha | Primera Fecha | Primera Fecha | Primera Fecha | Primera Fecha | Primera Fecha | Primera Fecha | Primera Fecha | Primera Fecha | Primera Fecha | Primera Fecha | Primera Fecha | Primera Fecha | Primera Fecha | Primera Fecha | Primera Fecha | Primera Fecha | Primera Fecha | Primera Fecha | Primera Fecha | Primera Fecha | Primera Fecha | Primera Fecha | Primera Fecha | Primera Fecha | Primera Fecha | Primera Fecha | Primera Fecha | Primera Fecha | Primera Fecha | Primera Fecha | Primera Fecha | Primera Fecha | Primera Fecha | Primera Fecha |
| ------------------- | ------------- | ------------------- | ------------------------------- | ------------------ | ------------- | ------------- | ------------- | ------------- | ------------- | ------------- | ------------- | ------------- | ------------- | ------------- | ------------- | ------------- | ------------- | ------------- | ------------- | ------------- | ------------- | ------------- | ------------- | ------------- | ------------- | ------------- | ------------- | ------------- | ------------- | ------------- | ------------- | ------------- | ------------- | ------------- | ------------- | ------------- | ------------- | ------------- | ------------- |
| Pesca Perú          | 0-1           | San Martín          | Municipal de Ocoña              | Ocoña              | 1 de junio    | 15:00         |               |               |               |               |               |               |               |               |               |               |               |               |               |               |               |               |               |               |               |               |               |               |               |               |               |               |               |               |               |               |               |               |               |
| Deportivo Estrella  | 4-2           | Deportivo Esperanza | 9 de Noviembre                  | Camaná             | 1 de junio    | 15:00         |               |               |               |               |               |               |               |               |               |               |               |               |               |               |               |               |               |               |               |               |               |               |               |               |               |               |               |               |               |               |               |               |               |
| Santísima Cruz      | 1-3           | Unión Huarangal     | Municipal de Nicolás de Piérola | Nicolás de Piérola | 1 de junio    | 15:00         |               |               |               |               |               |               |               |               |               |               |               |               |               |               |               |               |               |               |               |               |               |               |               |               |               |               |               |               |               |               |               |               |               |
| Segunda Fecha       |               |                     |                                 |                    |               |               |               |               |               |               |               |               |               |               |               |               |               |               |               |               |               |               |               |               |               |               |               |               |               |               |               |               |               |               |               |               |               |               |               |
| San Martín          | 5-0           | Santísima Cruz      | Municipal de Ocoña              | Ocoña              | 7 de junio    | 15:15         |               |               |               |               |               |               |               |               |               |               |               |               |               |               |               |               |               |               |               |               |               |               |               |               |               |               |               |               |               |               |               |               |               |
| Unión Huarangal     | 1-1           | Deportivo Estrella  | Municipal de Camaná             | Samuel Pastor      | 7 de junio    | 15:15         |               |               |               |               |               |               |               |               |               |               |               |               |               |               |               |               |               |               |               |               |               |               |               |               |               |               |               |               |               |               |               |               |               |
| Sport José Granda   | 4-1           | Pesca Perú          | 9 de Noviembre                  | Camaná             | 7 de junio    | 15:15         |               |               |               |               |               |               |               |               |               |               |               |               |               |               |               |               |               |               |               |               |               |               |               |               |               |               |               |               |               |               |               |               |               |
| Tercera Fecha       |               |                     |                                 |                    |               |               |               |               |               |               |               |               |               |               |               |               |               |               |               |               |               |               |               |               |               |               |               |               |               |               |               |               |               |               |               |               |               |               |               |
| Deportivo Esperanza | 1-1           | Unión Huarangal     | Municipal de Camaná             | Samuel Pastor      | 8 de junio    | 15:15         |               |               |               |               |               |               |               |               |               |               |               |               |               |               |               |               |               |               |               |               |               |               |               |               |               |               |               |               |               |               |               |               |               |
| Santísima Cruz      | 0-8           | Sport José Granda   | Municipal de San Gregorio       | Nicolás de Piérola | 8 de junio    | 15:15         |               |               |               |               |               |               |               |               |               |               |               |               |               |               |               |               |               |               |               |               |               |               |               |               |               |               |               |               |               |               |               |               |               |
| Deportivo Estrella  | 0-0           | San Martín          | 9 de Noviembre                  | Camaná             | 8 de junio    | 15:15         |               |               |               |               |               |               |               |               |               |               |               |               |               |               |               |               |               |               |               |               |               |               |               |               |               |               |               |               |               |               |               |               |               |
| Cuarta Fecha        |               |                     |                                 |                    |               |               |               |               |               |               |               |               |               |               |               |               |               |               |               |               |               |               |               |               |               |               |               |               |               |               |               |               |               |               |               |               |               |               |               |
| San Martín          | 1-1           | Deportivo Esperanza | Municipal de San Gregorio       | Nicolás de Piérola | 15 de junio   | 15:15         |               |               |               |               |               |               |               |               |               |               |               |               |               |               |               |               |               |               |               |               |               |               |               |               |               |               |               |               |               |               |               |               |               |
| Sport José Granda   | 3-0           | Deportivo Estrella  | 9 de Noviembre                  | Camaná             | 15 de junio   | 15:15         |               |               |               |               |               |               |               |               |               |               |               |               |               |               |               |               |               |               |               |               |               |               |               |               |               |               |               |               |               |               |               |               |               |
| Pesca Perú          | 2-0           | Santísima Cruz      | Municipal de Ocoña              | Ocoña              | 15 de junio   | 15:15         |               |               |               |               |               |               |               |               |               |               |               |               |               |               |               |               |               |               |               |               |               |               |               |               |               |               |               |               |               |               |               |               |               |
| Quinta Fecha        |               |                     |                                 |                    |               |               |               |               |               |               |               |               |               |               |               |               |               |               |               |               |               |               |               |               |               |               |               |               |               |               |               |               |               |               |               |               |               |               |               |
| Deportivo Estrella  | 2-0           | Pesca Perú          | 9 de Noviembre                  | Camaná             | 21 de junio   | 15:00         |               |               |               |               |               |               |               |               |               |               |               |               |               |               |               |               |               |               |               |               |               |               |               |               |               |               |               |               |               |               |               |               |               |
| Deportivo Esperanza | 1-5           | Sport José Granda   | Municipal de Camaná             | Samuel Pastor      | 21 de junio   | 13:00         |               |               |               |               |               |               |               |               |               |               |               |               |               |               |               |               |               |               |               |               |               |               |               |               |               |               |               |               |               |               |               |               |               |
| Unión Huarangal     | 2-0           | San Martín          | Municipal de Camaná             | Samuel Pastor      | 21 de junio   | 15:00         |               |               |               |               |               |               |               |               |               |               |               |               |               |               |               |               |               |               |               |               |               |               |               |               |               |               |               |               |               |               |               |               |               |
| Sexta Fecha         |               |                     |                                 |                    |               |               |               |               |               |               |               |               |               |               |               |               |               |               |               |               |               |               |               |               |               |               |               |               |               |               |               |               |               |               |               |               |               |               |               |
| Santísima Cruz      | 0-7           | Deportivo Estrella  | Municipal de San Gregorio       | Nicolás de Piérola | 22 de junio   | 15:00         |               |               |               |               |               |               |               |               |               |               |               |               |               |               |               |               |               |               |               |               |               |               |               |               |               |               |               |               |               |               |               |               |               |
| Pesca Perú          | 1-7           | Deportivo Esperanza | Municipal de Ocoña              | Ocoña              | 22 de junio   | 15:00         |               |               |               |               |               |               |               |               |               |               |               |               |               |               |               |               |               |               |               |               |               |               |               |               |               |               |               |               |               |               |               |               |               |
| Sport José Granda   | 0-1           | Unión Huarangal     | 9 de Noviembre                  | Camaná             | 22 de junio   | 15:00         |               |               |               |               |               |               |               |               |               |               |               |               |               |               |               |               |               |               |               |               |               |               |               |               |               |               |               |               |               |               |               |               |               |
| Sétima Fecha        |               |                     |                                 |                    |               |               |               |               |               |               |               |               |               |               |               |               |               |               |               |               |               |               |               |               |               |               |               |               |               |               |               |               |               |               |               |               |               |               |               |
| Pesca Perú          | 3-4           | Sport José Granda   | Municipal de San Gregorio       | Nicolás de Piérola | 29 de junio   | 15:00         |               |               |               |               |               |               |               |               |               |               |               |               |               |               |               |               |               |               |               |               |               |               |               |               |               |               |               |               |               |               |               |               |               |
| Deportivo Esperanza | 3-0 (W.O.)    | Santísima Cruz      | Municipal de Camaná             | Samuel Pastor      | 29 de junio   | No se jugó    |               |               |               |               |               |               |               |               |               |               |               |               |               |               |               |               |               |               |               |               |               |               |               |               |               |               |               |               |               |               |               |               |               |
| Definición Extra    |               |                     |                                 |                    |               |               |               |               |               |               |               |               |               |               |               |               |               |               |               |               |               |               |               |               |               |               |               |               |               |               |               |               |               |               |               |               |               |               |               |
| Deportivo Esperanza | 3-1           | San Martín          | Municipal de San Gregorio       | Nicolás de Piérola | 1 de julio    | 15:00         |               |               |               |               |               |               |               |               |               |               |               |               |               |               |               |               |               |               |               |               |               |               |               |               |               |               |               |               |               |               |               |               |               |

## Segunda fase
Consta de una rueda de todos contra todos, los dos mejores acceden a la Etapa Departamental de Arequipa 2014 como representantes de la Provincia de Camaná.

### Clasificados
Los cuatro equipos ganadores de la fase previa.
| Distrito      | Club                | Posición |
| ------------- | ------------------- | -------- |
| Camaná        | Sport José Granda   | Primero  |
| Camaná        | Deportivo Estrella  | Segundo  |
| Samuel Pastor | Unión Huarangal     | Tercero  |
| Samuel Pastor | Deportivo Esperanza | Cuarto   |

| Equipo              | PJ | PG | PE | PP | GF | GC | DG | Pts |
| ------------------- | -- | -- | -- | -- | -- | -- | -- | --- |
| Unión Huarangal     | 3  | 2  | 0  | 1  | 5  | 4  | +1 | 6   |
| Sport José Granda   | 3  | 1  | 1  | 1  | 6  | 5  | +1 | 4   |
| Deportivo Esperanza | 3  | 1  | 1  | 1  | 4  | 4  | 0  | 4   |
| Deportivo Estrella  | 3  | 0  | 2  | 1  | 3  | 5  | -2 | 2   |

| \| Fecha \| Hora \| Estadio \| Distrito \| Equipo \| Score \| Equipo \| \| ---------- \| ----- \| -------------- \| -------- \| ------------------ \| ----- \| ------------------- \| \| 06-07-2014 \| 13:00 \| 9 de Noviembre \| Camaná \| Deportivo Estrella \| 0-2 \| Unión Huarangal \| \| 06-07-2014 \| 15:00 \| 9 de Noviembre \| Camaná \| Sport José Granda \| 3-0 \| Deportivo Esperanza \| |       |                |          |                    |       |                     |
| Fecha | Hora  | Estadio        | Distrito | Equipo             | Score | Equipo              |
| 06-07-2014 | 13:00 | 9 de Noviembre | Camaná   | Deportivo Estrella | 0-2   | Unión Huarangal     |
| 06-07-2014 | 15:00 | 9 de Noviembre | Camaná   | Sport José Granda  | 3-0   | Deportivo Esperanza |

| \| Fecha \| Hora \| Estadio \| Distrito \| Equipo \| Score \| Equipo \| \| ---------- \| ----- \| -------------- \| -------- \| ----------------- \| ------ \| ------------------- \| \| 12-07-2014 \| 13:00 \| 9 de Noviembre \| Camaná \| Unión Huarangal \| 0-3(*) \| Deportivo Esperanza \| \| 12-07-2014 \| 15:00 \| 9 de Noviembre \| Camaná \| Sport José Granda \| 2-2 \| Deportivo Estrella \| |       |                |          |                   |        |                     |
| Fecha | Hora  | Estadio        | Distrito | Equipo            | Score  | Equipo              |
| 12-07-2014 | 13:00 | 9 de Noviembre | Camaná   | Unión Huarangal   | 0-3(*) | Deportivo Esperanza |
| 12-07-2014 | 15:00 | 9 de Noviembre | Camaná   | Sport José Granda | 2-2    | Deportivo Estrella  |

| \| Fecha \| Hora \| Estadio \| Distrito \| Equipo \| Score \| Equipo \| \| ---------- \| ----- \| -------------- \| -------- \| ------------------ \| ----- \| ------------------- \| \| 19-07-2014 \| 13:00 \| 9 de Noviembre \| Camaná \| Deportivo Estrella \| 1-1 \| Deportivo Esperanza \| \| 19-07-2014 \| 15:00 \| 9 de Noviembre \| Camaná \| Sport José Granda \| 1-3 \| Unión Huarangal \| |       |                |          |                    |       |                     |
| Fecha | Hora  | Estadio        | Distrito | Equipo             | Score | Equipo              |
| 19-07-2014 | 13:00 | 9 de Noviembre | Camaná   | Deportivo Estrella | 1-1   | Deportivo Esperanza |
| 19-07-2014 | 15:00 | 9 de Noviembre | Camaná   | Sport José Granda  | 1-3   | Unión Huarangal     |

(*) La comisión de justicia decidió quitarle el punto ganado en cancha a Unión Huarangal por presentar un DNI vencido de uno de sus jugadores, dándole el triunfo a Deportivo Esperanza por un marcador de 0-3.

## Definición Extra
Entre Sport José Granda y Deportivo Esperanza para definir al subcampeón de Camaná que clasifica junto a Unión Huarangal a la Etapa Departamental de Arequipa 2014.
| \| Fecha \| Hora \| Estadio \| Distrito \| Equipo \| Score \| Equipo \| \| ---------- \| ----- \| -------------- \| -------- \| ----------------- \| --------- \| ------------------- \| \| 22-07-2014 \| 15:30 \| 9 de Noviembre \| Camaná \| Sport José Granda \| 0(5)-0(3) \| Deportivo Esperanza \| |       |                |          |                   |           |                     |
| Fecha | Hora  | Estadio        | Distrito | Equipo            | Score     | Equipo              |
| 22-07-2014 | 15:30 | 9 de Noviembre | Camaná   | Sport José Granda | 0(5)-0(3) | Deportivo Esperanza |

|                           |
| Campeón                   |
| Unión Huarangal 5º título |